# Clinopodium macrostemum
Clinopodium macrostemum là một loài thực vật có hoa trong họ Hoa môi. Loài này được (Moc. & Sessé ex Benth.) Kuntze mô tả khoa học đầu tiên năm 1891.